# Distretto di Chełmno
Il distretto di Chełmno (in polacco powiat chełmiński) è un distretto polacco appartenente al voivodato della Cuiavia-Pomerania.

## Geografia antropica

### Suddivisioni amministrative
Il distretto comprende 7 comuni.
- Comuni urbani: Chełmno
- Comuni rurali: Chełmno, Kijewo Królewskie, Lisewo, Papowo Biskupie, Stolno, Unisław